# Жига Павлин
Жига Павлин (словен. Žiga Pavlin; рођен 30. априла 1985. у Крању, СР Словенија) професионални је словеначки хокејаш на леду који игра на позицији одбрамбеног играча. 
Павлин је хокејашку каријеру започео у тиму Крањске Горе за коју је у сезони 2000/01. одиграо свега једну утакмицу. Наредне сезоне прелази у тим Спортине из Бледа за који је одиграо 10 утакмице. Потом прелази у екипу Триглава из Крања где је играо наредне 4 сезоне (паралелно играо и у јуниорској лиги током две сезоне). Ос словеначких екипа још је бранио боје љубљанске Тилија Олимпије. Једну сезону одиграо је за италијански СВ Ренон, а од сезоне 2011/12. наступа у шведској другој лиги за екипу IF Troja/Ljungby. Током сезоне 2012/13. одиграо је и 10 утакмица за тим Rögle BK у првој лиги Шведске. 
За репрезентацију Словеније наступио је на 5 сениорских светских првенстава, од чега два пута у елитној дивизији. Био је део националне селекције и на хокејашком олимпијском турниру играном у Сочију 2014. године где је одиграо свих 5 утакмица (Словенија је освојила 5. место).